# Ди Калузо, Томмазо
Томмазо Вальперга ди Калузо (итал. Tommaso Valperga di Caluso; 1737—1815) — итальянский учёный, аббат, писатель, математик и астроном, член общества ораторианцев.
Писал под своим именем труды по математике и астрономии, под псевдонимом Didymus Taurinensis о восточных языках, и под псевдонимом Euforbo Melesigenio печатал свои поэтические произведения.
Его труды:
- «Litteraturae coptica erudimentum» (1788),
- «La Cantica ed il Salmo 18. secondo il testo ebreo tradotti in versi da Euforbo Melesigenio» (Парма, 1800)
- «Prime lezioni di gramatica ebraica» (Турин, 1805),
- «Delle poesia libri» (1806),
- «Versi italiani» (1807),
- «Latnacarmina, cum specimine graecorum» (1807),
- «Massino, scherzo epico» (Брешиа, 1808),
- «Principii de fliosofia per gl’iniriati nelle matematiche» (Турин 1811),
- «Galleria di poeti italiani» (1814) и др.

С 1773 года был членом Туринской академии наук. До 1805 года был директором астрономической обсерватории при дворце Палаццо Мадама в Турине.
Труды его по математическим наукам публиковались в «Mémoires de l’Academie de Turin» (1786—1811) и в «Mèm. della Società italiana delle scienze» (1802—1809).
Ему посвящена трагедия «Саул» Витторио Альфьери, который также рассказывает в главе XII своего произведения «Жизнь Витторио Альфьери из Асти, рассказанная им самим» о знакомстве с ди Калузо в Лиссабоне в 1772 году.